# 蒙特苏马一世
蒙特苏马一世（纳瓦特尔语：Motēuczōma Ilhuicamīna，或Huēhuemotēuczōma，也译作蒙特祖玛一世、蒙特苏马·伊尔维卡米纳、韦韦·蒙特苏马；1398年—1469年），是阿兹特克特諾奇蒂特蘭城的第五位统治者、第二位阿兹特克帝国君主。
在他执政期间，阿兹特克帝国完全统一，而且使得特諾奇蒂特蘭逐渐成为阿兹特克三国同盟中的主导者。他很好地改善了三国间的关系，同时完成了一项伟大的工程，即将新鲜的淡水资源引进了特諾奇蒂特蘭城。在他统治期间，阿兹特克的疆域步入了一个新的高峰，同时他国的贡品数量逐年增长。他被看作是阿兹特克帝国中最伟大的君主之一。

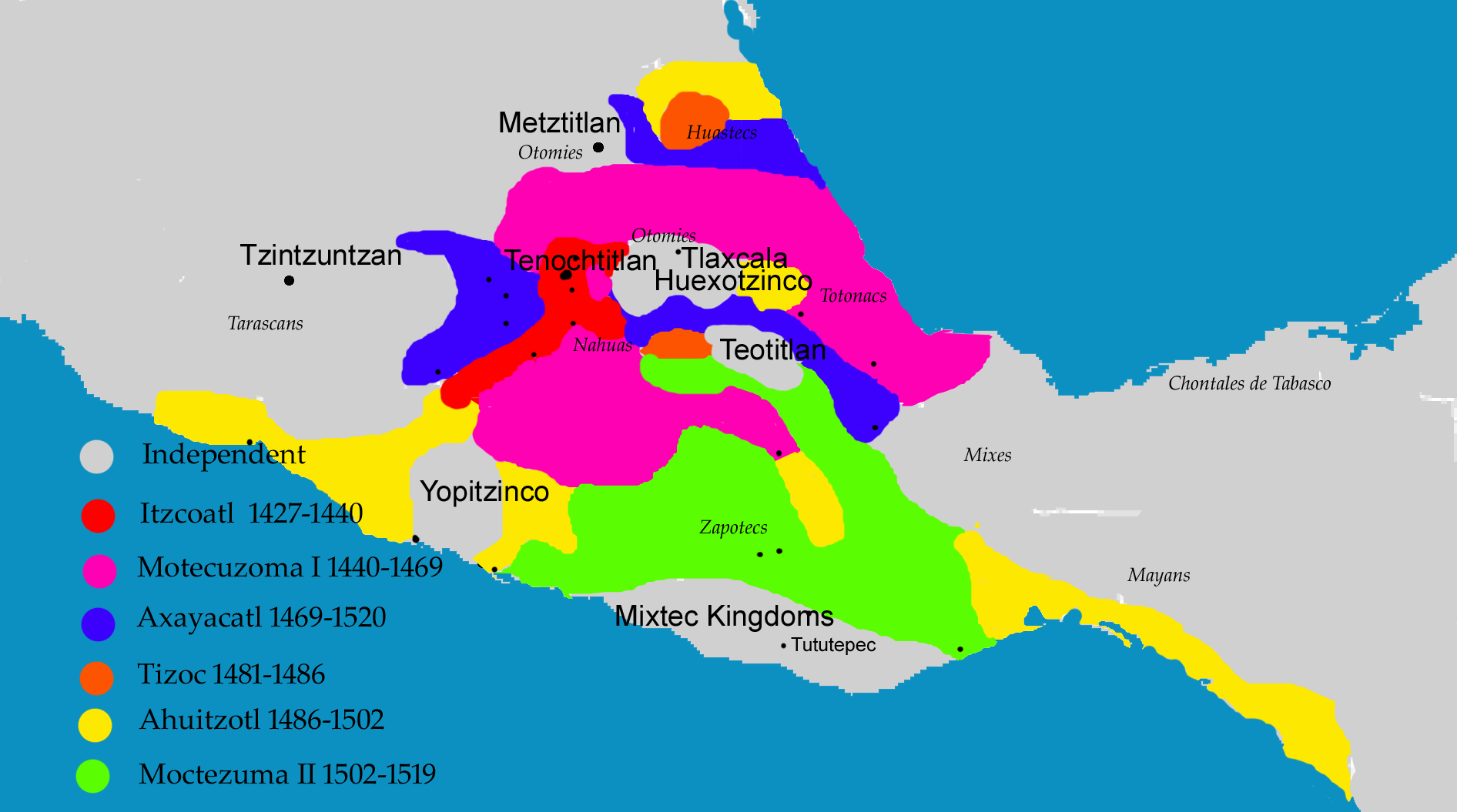
阿兹特克帝国的扩张，其中蒙特苏马一世占领的领土以粉色表示。